# Egypt unveiled
Egypt unveiled is een studioalbum van Hossam Ramzy en Phil Thornton. De heren werkten al eerder samen bij een aantal albums met Egypte als thema. Na Pharaoh, Eternal Egypt, Immortal Egypt en Enchanted Egypt was dit album weer een samenwerking, die voornamelijk vanuit Egypte werd aangestuurd. Naast die albums werkten Ramzy en Thornton ook samen bij een aantal opnamen ondergebracht onder de titel Bellydancing. Opnamen voor Egypt unveiled vonden plaats in de Wave Studio in Gizeh, Cornett Studio in Caïro, Expandibubble Studio in East Sussex en de Dreumzy Studio in West Sussex. 

## Musici
- Phil Thornton – toetsinstrumenten, gitaar, didgeridoo
- Hossam Ramzy – percussie, piano
- Abdally Helmy – kawal, ney
- Mohammed Ali – viool (elektrisch en akoestisch)
- Mohsen Aliam – accordeon
- Mazem Shaheen – oud
- Ali Shaker – qanun (soort sitar)
- Maged Sorour – qanun
- Cairo Street Rappers – zang
- Sayed Al Hosseiny – mizmar (blaasinstrument)
- Amin Shaheen – arghul (soort viool)
- Grant Young – basgitaar
- The Hossam Ramzy String Ensemble

## Muziek
Alle van Thornton, Ramzy

| Nr. | Titel                         | Duur |
| --- | ----------------------------- | ---- |
| 1.  | Cleopatra’s secret            | 5:03 |
| 2.  | Planet Egypt                  | 4:55 |
| 3.  | Pharaohniest                  | 5;12 |
| 4.  | Egypt unveiled (part 1)       | 2:01 |
| 5.  | Egypt unveiled (part 2)       | 6:09 |
| 6.  | Sett in stone                 | 5:36 |
| 7.  | Khofu’s return                | 5:35 |
| 8.  | The sword of Orion            | 5:30 |
| 9.  | Lindos by night               | 6:10 |
| 10. | Electribe blues               | 5:47 |
| 11. | Storm over Giza               | 4:48 |
| 12. | Om Faroan (Mother of Pharaoh) | 4:21 |
| 13. | Om Faroan (remix)             | 5:06 |